# 정부 3.0
정부 3.0(政府 3.0, government 3.0)은 정부가 최신 기술을 활용하여 공공 문제를 해결하려는 것을 일컫는다. 이에 활용되는 기술로는 대표적으로 빅 데이터(big data), 클라우드 컴퓨팅(cloud computing), 사회 연결망(social network), GPS와 지리 정보 시스템(GIS) 등이 있다.

## 용어에 대한 찬반 의견
이미 존재하던 전자 정부 또는 정부 2.0 개념과 별개로 정부 3.0 개념이 별도로 필요한지에 대해 부정적인 의견들도 존재한다. 하지만 2000년대 중반 이후에 사람들에게 스마트폰이 널리 보급되었고 정부가 클라우드 컴퓨팅과 빅 데이터 기술을 본격적으로 활용함에 따른 많은 변화를 표현하기 위하여 이 개념의 필요성을 주장하는 의견들이 있다.

## 대한민국
- 2012년 7월 11일 박근혜 새누리당 대통령 경선후보는 대선출마 선언 후 첫 공약으로 정부 3.0 구상을 밝혔다.[3]
- 2013년 2월 21일 제18대 대통령직인수위원회는 개방과 공유를 통한 정부 3.0 달성 전략을 발표했다.[4]
- 2014년 7월 25일 국무총리 소속으로 정부3.0 추진위원회가 발족하였다.[5]

## 같이 보기
- 전자 정부
- 웹 2.0

## 참고
1. ↑  “Government 3.0: Solving Public Problems with Technology, 2014년 7월 27일 확인”. 2014년 8월 4일에 원본 문서에서 보존된 문서. 2016년 12월 1일에 확인함.
2. ↑  Andrea Di Maio, "It is Time to Look at Government 3.0 (or Better Understand 2.0)", Gartner, 2009년 12월 21일 작성, 2014년 7월 27일 확인
3. ↑  "박근혜 행정개혁 시동..정부3.0 발표 (종합)", 연합뉴스, 2011년 7월 11일 작성, 2014년 7월 27일 확인
4. ↑  "인수위 '국민중심 서비스정부 3.0 구현'", 머니투데이, 2013년 2월 21일 작성, 2014년 7월 27일 확인
5. ↑  "정부3.0 추진위 출범…내달 추진계획 확정", 연합뉴스, 2014년 7월 25일 작성, 2014년 7월 27일 확인